# Parter ogrodowy

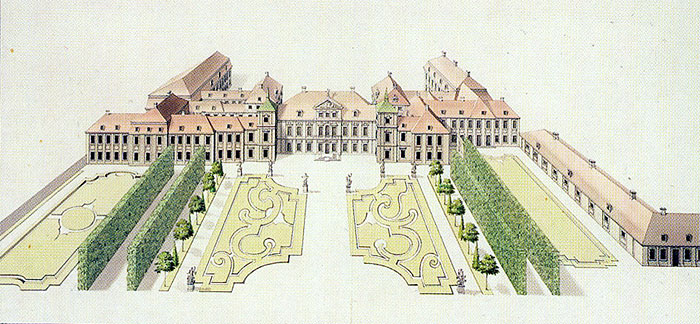
Partery Ogrodu Saskiego w Warszawie

Parter ogrodowy (z fr. par terre czyli przyziemie) – płaski kobierzec kwiatowy o zarysie prostokąta lub w postaci wydłużonego układu dekoracyjnego, kończącego się wolutami, z ornamentem wykonanym z trawy, roślin ozdobnych i kolorowych kwiatów, który jest ułożony według określonego wzoru. 
Ogólnie rzecz ujmując, jest to najbardziej ozdobna i reprezentacyjna, najniższa (w sensie wysokości) i położona najbliżej pałacu płaska część ogrodu francuskiego, obsadzona głównie kwitnącą roślinnością zielną. 

## Kompozycja
Partery ogrodowe usytuowane były zawsze najbliżej reprezentacyjnych budynków. Dalej od nich położone były gabinety, tworzone z wyższych krzewów i formowanych drzew, natomiast jeszcze dalej umieszczano boskiety, tworzone z normalnie rosnących drzew wysokich. W mniejszych ogrodach gabinety i boskiety nie zawsze występowały. 
Prowadzące w różne strony dłuższe (wzdłuż osi) i krótsze ścieżki dzieliły całą część parterową ogrodu na wiele odrębnych, symetrycznie ułożonych parterów. Zależnie od koncepcji ogrodnika poszczególne partery różniły się między sobą porastającą je roślinnością, kolorem kwiatów, liści, wysokością, kolorem podłoża. Były istotnym fragmentem większej całościowej koncepcji. 
Najbardziej reprezentacyjne, a zarazem najbardziej pracochłonne, były partery dywanowe, wyglądem naśladujące wzory stosowane na orientalnych dywanach. Aby przez cały rok utrzymać ich elegancki wygląd, należało przynajmniej 3 razy w sezonie wegetacyjnym wymienić na nich całą roślinność. W części parterowej ogrodu umieszczano fontanny i rzeźby, a nawet znacznych rozmiarów zbiorniki wodne. Elementem podkreślającym koniec grządki mogły być kontrastowe, wąskie obrzeżenia. Poszczególne partery na swych krańcach mogły być okolone nisko przyciętymi, zwłaszcza bukszpanowymi żywopłotami, mogły też mieć elementy wyższe np. doniczkowe drzewka pomarańczowe usytuowane w centrum. Nigdy jednak elementy wyższe nie mogły przesłaniać ogólnego widoku, zawsze umożliwiały podziwianie całości. Obowiązywała bowiem zasada sortowania wysokościowego, polegająca na tym, że najbardziej rosłe gatunki sytuowano w tyle, dalej od patrzącego lub przycinano, natomiast najmniejsze sadzono na przedzie. 
Od strony drogi i pałacu umieszczano partery rabatowe – porosłe różnego rodzaju niskimi kwiatami sezonowymi lub bylinami. Niedocenianym, lecz istotnym elementem parterów było ogrodzenie całości, wytyczenie ścieżek oraz miejsc na stawy, fontanny i rzeźby. Od nich to zaczynano organizację parterów i one stanowiły główny element ogrodu zanim rośliny osiągnęły odpowiedni stopień rozwoju. W praktyce oprócz doboru wielkościowego starano się zachować spójność stylu. Już na etapie zakładania ogrodu wybierano styl i pod tym kątem wybierano drzewa i wytyczano ścieżki i narys parterów. Przy różnorodności form starano się utrzymać jedność estetyczną ogrodowego założenia.

## Koncepcja parteru
We Francji do rozwoju koncepcji parterów ogrodowych przyczynił się Claude Mollet i jego potomkowie usługowo zajmujący się ogrodnictwem aż do końca XVIII w. Mollet swoją koncepcję nowej organizacji ogrodów wywiódł z zakonnych zielników (dotychczas sadzonych w małych kwadratowych lub prostokątnych grządkach oddzielonych od siebie ścieżkami) i od renesansowych ogrodów przyzamkowych, gdzie dostępną powierzchnię dzielono na jednakowe kwatery zorganizowane wokół np. studni i wypełniano potrzebną roślinnością. Na nowe tory naprowadził Molleta, powracający z Włoch do swego zamku Anet, malarz Etienne du Pérac. Malarz Perac i praktyk ogrodniczy Mollet postawili na estetykę ogólnego wyglądu i różnorodność kształtów. Około 1595 r. swoje ogrodnicze umiejętności zaprezentował Mollet w królewskich ogrodach Saint-Germain-en-Laye oraz Fontainebleau. Prezentowany parter dywanowy wywarł tak silne wrażenie, że przez Tommaso Franciniego (1614) został uznany za godny uwiecznienia na miedziorycie.
Około 1638 r. Boyceau Jacques pisał: Partery są niskopienną ozdobą ogrodu, mają wielki urok, szczególnie oglądane z góry (w założeniu z sal balowych pałacu). Wielokolorowe nasadzenia wewnątrz precyzyjnie zarysowanych  kształtów, naśladujące hafty, moreski, arabeski, rozety, gwiazdy, monogramy, emblematy itp. zachwycą każdego. 
Nieustanny rozwój tej koncepcji niespostrzeżenie doprowadził do klasycyzmu (neorenesansu) z elementami sentymentalizmu. Coraz częściej ogrodom towarzyszyły oranżerie i ustawiane w okresie letnim partery oranżeriowe, uzyskiwane przez wkopywanie lub ustawianie z donicami przenoszonych z oranżerii egzotycznych drzewek. Dość wcześnie pojawiły się partery kompartymentowe – mające wielokrotnie powtarzający się wzór na planie prostokąta lub kwadratu. 
W związku z rozwojem komunikacji powozowej naprzeciw głównego wejścia do pałacu pojawił się ozdobny parter zwany gazonem. Przecinające go w poprzek ścieżki umożliwiały wygodne przechodzenie z jednej na drugą stronę. Biegnąca wokół droga pozwalała pojazdom konnym wygodnie zawracać, jednak dla łatwo cofających samochodów to udogodnienie okazało się zbędne. W ogrodach/parkach zakładanych w stylu angielskim, na miejsce kwietnych parterów pojawiły się trawniki, zaś Francuzi wprowadzili koliste klomby. Dziś zwłaszcza trawniki są dominującą formy zieleni miejskiej. Kwietniki lub ich elementy, takie jak rabaty i klomby spotyka się rzadko, w najbardziej reprezentacyjnych i ważnych miejscach miast. 

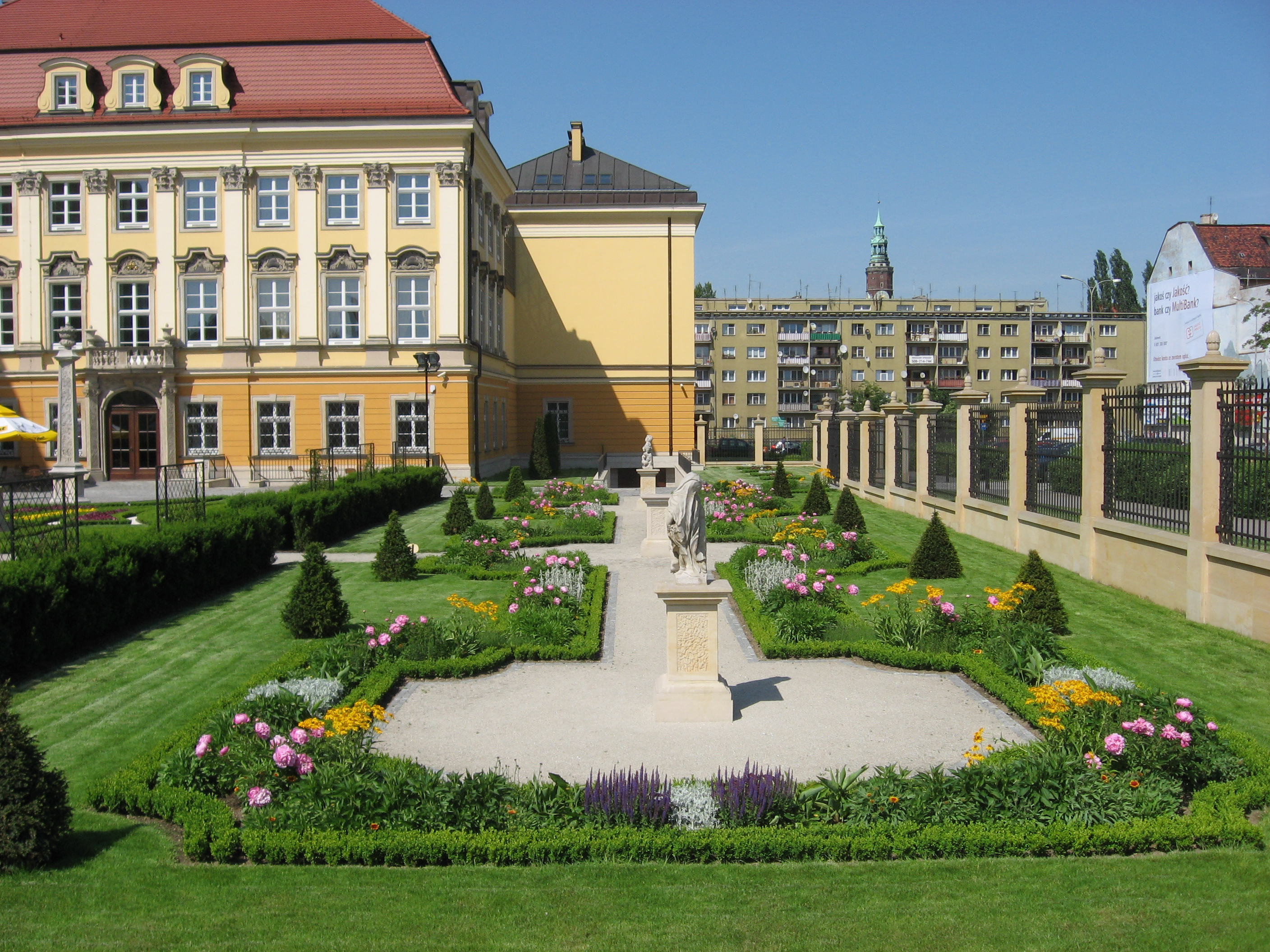
Parter Pałacu królewskiego we Wrocławiu
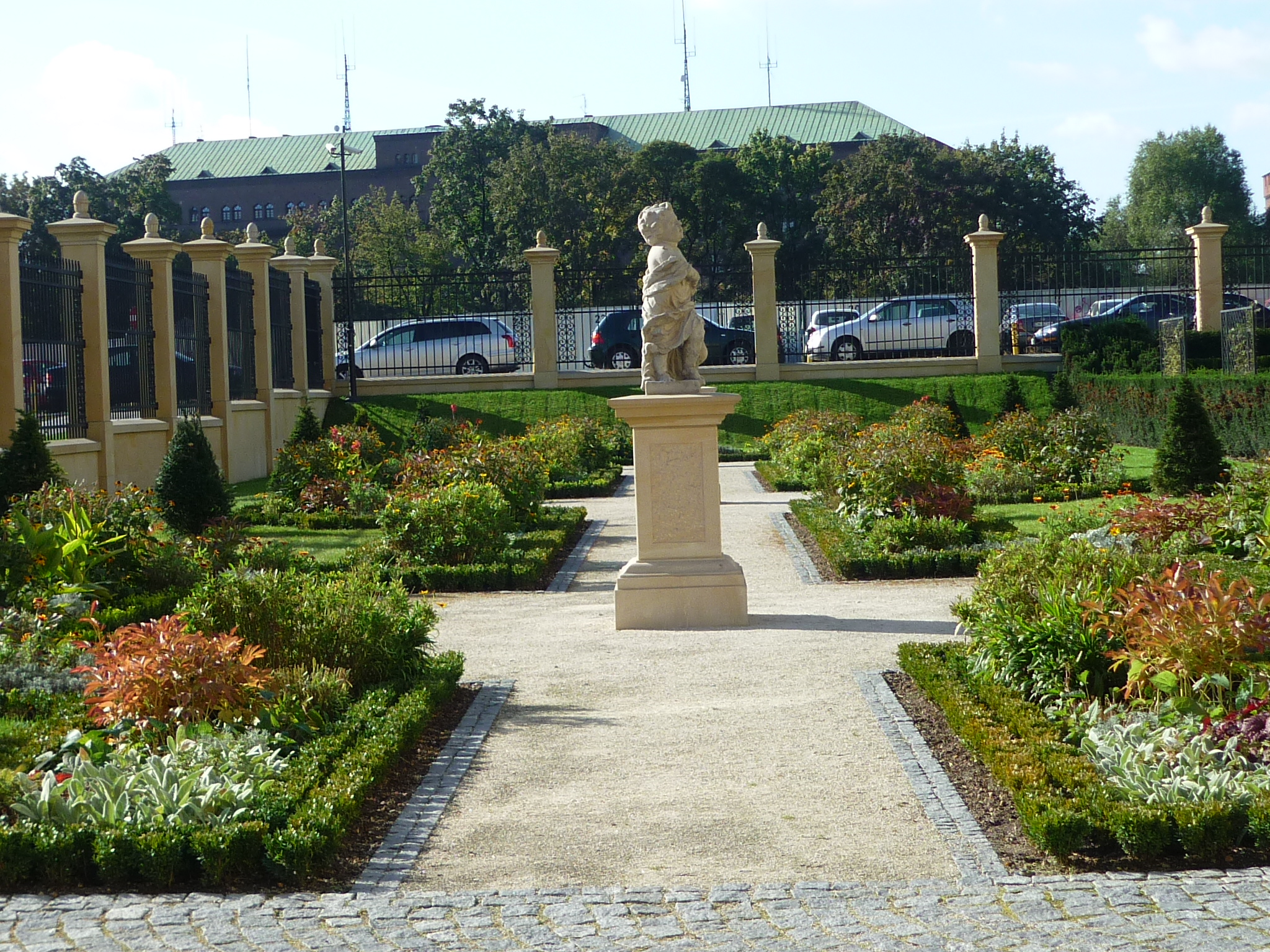
Parter Pałacu królewskiego we Wrocławiu
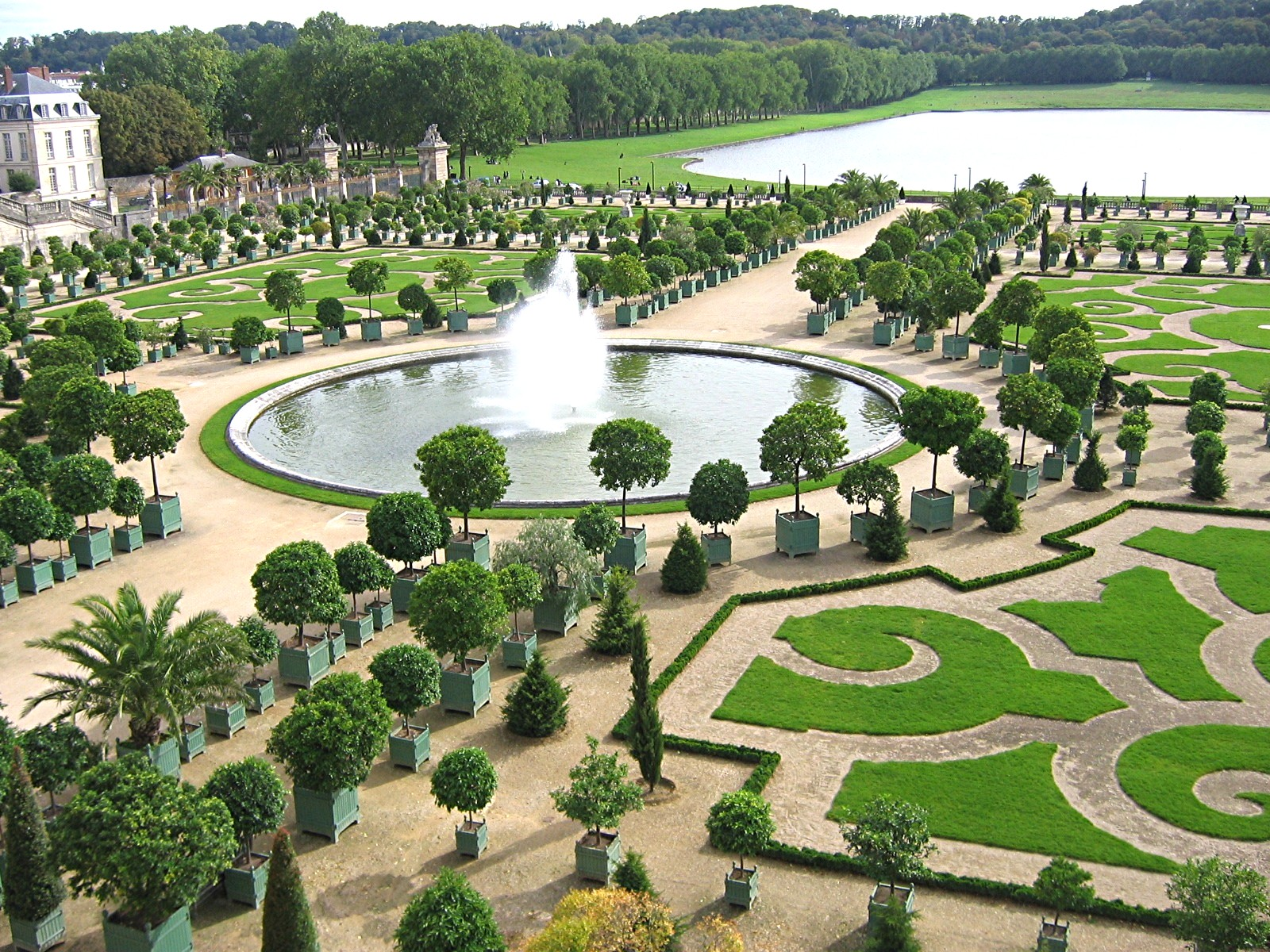
Centrum parterów zajmuje fontanna
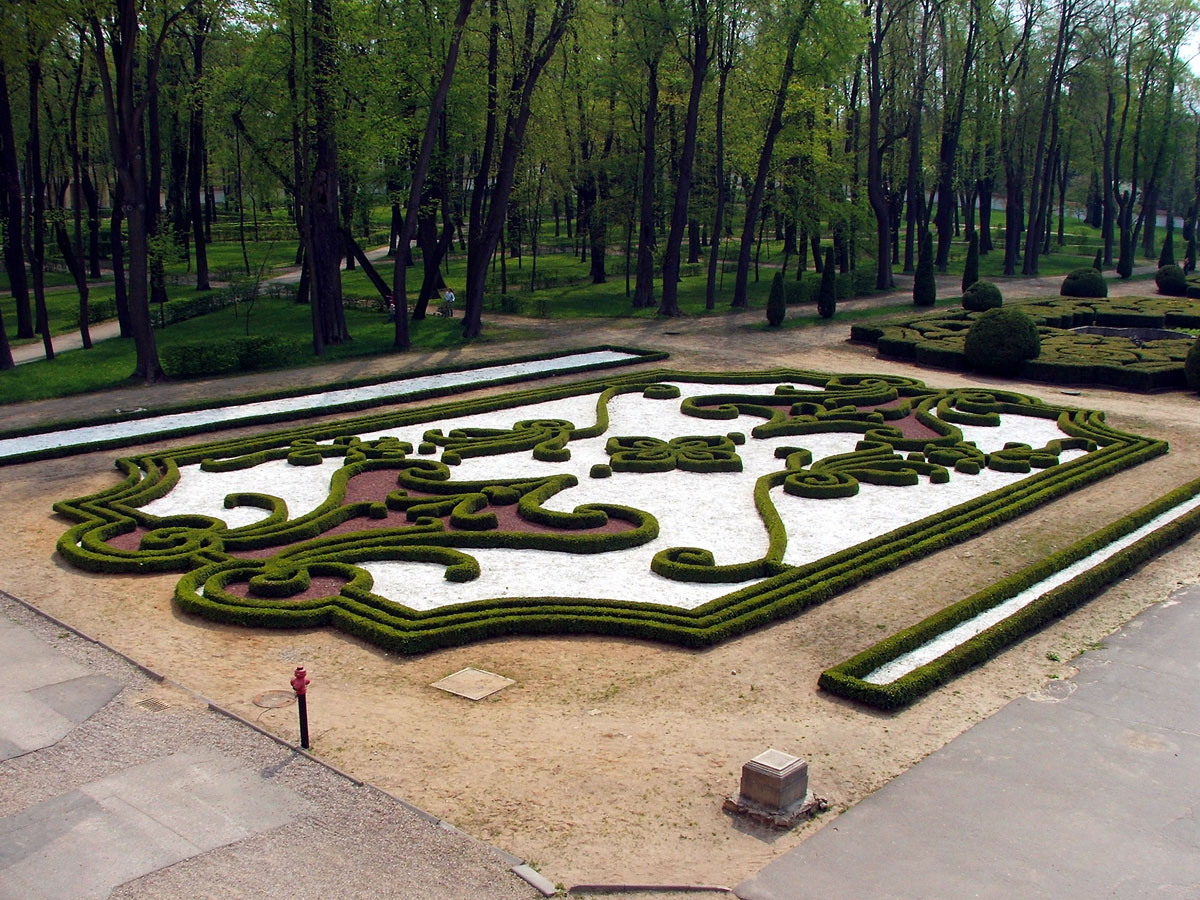
Parter z podłożem wysypanym żwirkiem. W tle ogród angielski